# El séptimo día
El séptimo día è un film del 2004 diretto da Carlos Saura.